# Sechs Lieder (Grieg)
Sechs Lieder (6 Lieder für eine Singstimme met Pianofortebegleitung) opus 48 is een liederenbundel gecomponeerd door Edvard Grieg.
Deze zes liederen zijn in twee tijdsperioden geschreven. De eerste periode is herfst 1884 waarin tijdens een verblijf in Lofthus Gruß, Dereinst, Gedanke mein en Die verschwiegene Nachtigall) geschreven werden. Nina en Edvard grieg kwamen net bij hun vrienden Marie en Frants Beyer te Bergen vandaan. De drie liederen bleven op de plank liggen. Totdat Grieg ze in Troldhaugen wist aan te vullen met drie in augustus 1889 getoonzette gedichten; een frisse bergtocht met collega-componisten Christian Sinding en Frederick Delius en muziekuitgever George Augener gaf inspiratie. 
De bundel is mede opvallend omdat Grieg al tijden geen Duitse teksten meer voor zijn liederen gebruikte en toen ineens weer wel. Grieg droeg de zes liederen op aan zangeres Ellen Gulbranson, die vanaf 1888 regelmatig optrad met of onder leiding van Grieg. Zo ook in de première van deze zes liederen in oktober 1889.    
De zes liederen:
- Gruß (tekst van Heinrich Heine)
- Dereinst, Gedanke mein (tekst van Emanuel Geibel)
- Lauf der Welt (tekst van Ludwig Uhland)
- Die verschwiegene Nachtigall (tekst van Walther von der Vogelweide)
- Zur Rosenzeit (tekst van Johann Wolfgang Goethe)
- Ein Traum (tekst van Friedrich von Bodenstedt)

Ein Traum handelt over een man die droomt over een blondine, waarmee hij net daadwerkelijk een boswandeling heeft gemaakt (van droom naar realiteit en terug). Het werd een van de geliefste liederen van Grieg.
Bij uitgeverij C.F. Peters te Leipzig kwam ook een editie met Noorse teksten in een vertaling van Nordahl Rolfsen.